# RK Metaloplastika Šabac
Rukometni klub "Metaloplastika" je rukometni klub iz Šapca u Srbiji.
Svoje domaće susrete je igrao u dvorani "Zorka".

## Povijest
Višestruki je državni i europski prvak.
Zlatno razdoblje ovog kluba je bilo '80-ih godina i to posebice u prvoj polovici, kada je većina igrača bila igrala i za Jugoslaviju.
Onda se događalo da u cijelom prvenstvu "Metaloplastika" ne pobijedi u samo dvije ili tri utakmice.

## Klupski uspjesi
- Prvenstvo Juzgoslavije
  - prvaci: 1981/82., 1982/83., 1983/84., 1984/85., 1985/86., 1986/87., 1987/88.
- Kup Jugoslavije
  - osvajači: 1979/80., 1982/83., 1983/84., 1984/85., 1985/86.
- Kup Srbije
  - osvajači: 2015/16.
- Kup prvaka
  - prvaci: 1984/85., 1985/86.
  - doprvaci: 1983/84.
- Challebge Cup
  - finalist: 2013./14.

## Poznati igrači
- Mirko Bašić
- Veselin Vujović
- Mile Isaković
- Jasmin Mrkonja
- Zlatko Portner
- Veselin Vuković
- Jovica Cvetković

## Vanjske poveznice
- Službene stranice navijača RK Metaloplastike